# Plethochaetigera fenwicki
Plethochaetigera fenwicki är en tvåvingeart som beskrevs av Malloch 1938. Plethochaetigera fenwicki ingår i släktet Plethochaetigera och familjen parasitflugor. Inga underarter finns listade i Catalogue of Life.